# Ga Lộ Trúc
Luzhu Station or Lujhu (tiếng Trung: 路竹車站; bính âm Hán ngữ: Lùzhú Chēzhàn; bính âm thông dụng: Lùjhú Chejhàn) là một ga đường sắt là một ga đường sắt trên tuyến Bờ Tây (Tuyến ven biển) thuộc Cục quản lý Đường sắt Đài Loan (TRA) nằm ở Lộ Trúc, Cao Hùng, Đài Loan.

## Lịch sử
Nhà ga mở cửa vào ngày 15 tháng 12 năm 1902.